# Monument De Ooievaars
Monument De Ooievaars is een marmeren gedenksteen op het clubgebouw van de Haagse Scheidsrechtersvereniging, gelegen aan de Kijkduinsestraat te Den Haag. Sinds 2020 bevindt de gedenksteen zich in het Haagse Voetbalhistorie museum.
Het monument gedenkt de omgekomen leden en donateurs van de vroegere Joodse voetbalclub 'De Ooievaars' die in de Tweede Wereldoorlog zijn omgekomen; na de oorlog waren er vier leden overgebleven. In het midden van de gedenkplaat is een davidster  aangebracht. De tekst op de steen luidt:

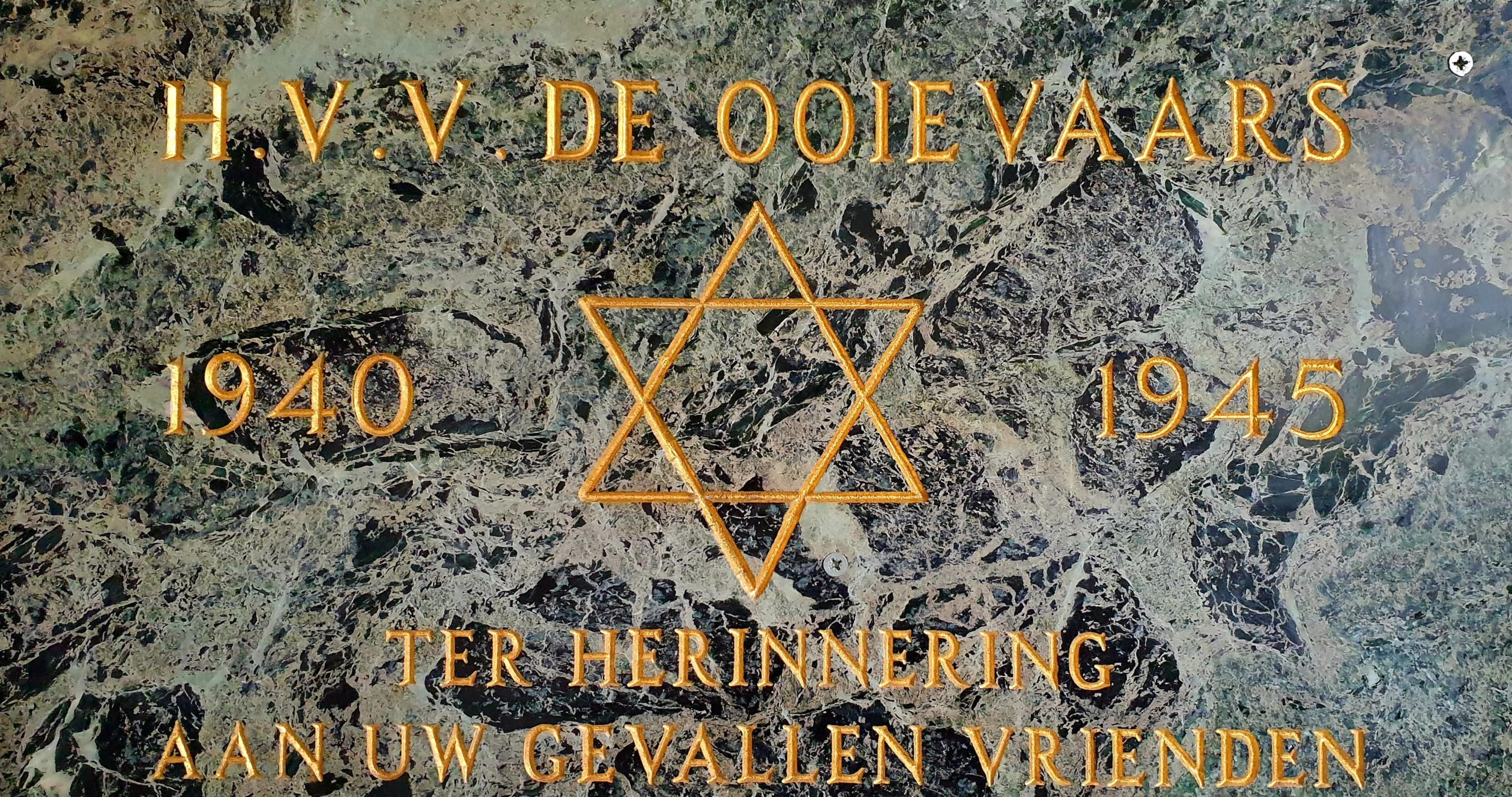
Gedenksteen H.V.V. De Ooievaars 1940-1945 "Ter herinnering aan uw gevallen vrienden". Haagse Voetbalhistorie museum, Den Haag

## Geschiedenis
De Haagse voetbalclub ‘De Ooievaars’ werd opgericht in 1911 door de Haagse Joden: Abraham Hakker, zijn broer S. Hakker en vrienden J. Huisman, J. Spiero en M. Boas. In die tijd werd de Haagse Jodenbuurt geteisterd door drinkende en gokkende jongeren. Een voetbalclub zou hen van de straat kunnen houden, vermoedden de oprichters. Met veel symboliek werd ‘De Ooievaars’ opgericht in een streng niet-alcoholisch café.
Aanvankelijk zou de club Vitesse gaan heten. Maar toen bleek dat er in Arnhem al een club met die naam was, werd gekozen voor het dier dat in het wapen van Den Haag centraal stond. Het clubtenue was geel-zwart, net als bij de beroemde stadsgenoot HVV. De veelvuldige landskampioen was destijds zeer populair onder de Haagse Joden en diende als inspiratiebron.
Al voor het uitbreken van de Tweede Wereldoorlog kregen de spelers van de Joodse voetbalclub te maken met antisemitisme. In de zomer van 1941 werd ‘De Ooievaars’ wegens een verordening van de Duitse bezetter opgeheven. Veel leden van de voetbalclub hebben de oorlog niet overleefd. Voor het uitbreken van de oorlog beschikte de voetbalvereniging over negen elftallen. Toen de oorlog in 1945 was afgelopen waren er nog maar vier leden over waaronder: Hans Kattenburg en Joop Wurms, de rest was door de Duitsers vermoord.
Toen de oorlog dus was afgelopen putten de enkele overgebleven leden eind 1945 kracht om ‘De Ooievaars’ te heroprichten. Er werd besloten om als gemengde vereniging verder te gaan, maar de club zou nooit haar Joodse karakter verliezen. De club kreeg bij deze heroprichting veel hulp van de gemeente Den Haag. In 1986 hield voetbalclub ‘De Ooievaars’ op te bestaan.